# تصدیر
تَصدیر یا رَدُّ الصَّدر عَلَی العَجُزِ (بازآوردِ آغازه در پایانه) نام یکی از آرایه‌های ادبی است.
صدر (آغازه یا سر) به معنی اولین واژه با اولین پایه از مصرع اول شعر است و عجز (پایانه یا بُن) به معنی واپسین واژه با واپسین پایه از مصرع دوم.
آرایه تصدیر عبارت است از تکرار اولین واژه مصرع اول در آخر مصرع دوم. به عبارت دیگر، بیت با همان کلمه‌ای که شروع می‌شود پایان یابد.
مثال:
آدمی در عالم خاکی نمی‌آید به دست
عالمی دیگر بیاید ساخت وز نو آدمی
تصدیر و رد الصدر علی العجز در لغت به مفهوم سَروبُن‌آرایی هستند.
تصدیر در اصطلاح بدیع، آن است که کلمه ای که در ابتدای بیت آمده است یعنی صدر (آغازه) در انتهای بیت تکرار شود و عَجُز یا ضرب (پایانه) گردد، مانند این بیت سعدی
سخن را سر است ای خداوند و بن
میاور سخن در میان سخن
که «سخن» در مصراع اول صدر است و در مصراع دوم عجز. برای این صنعت معنی وسیع تری هم قائل شده‌اند و آن اینست که دو کلمهٔ یگانه در لفظ و معنی یا یگانه در لفظ و دوگانه در معنی، یا همانند اشتقاق یا شبه اشتقاق را یکی در صدر یا عروض یا ابتدا یا حشو اول، و دیگری در عجز بیاورند، مانند این بیت از امیر خسرو دهلوی
| از دل هزار ناله برآرم به وقت صبح |  | بر شاخ گل چو گوش کنم نالهٔ هزار |

 که «هزار» با دو معنی متفاوت، ابتدا در جای حشو اول آمده و سپس در جای عجز. این صنعت در نثر هم کاربرد دارد.

## سیر دگرگونی عنوان این آرایه ادبی
این آرایه، یعنی سروبن‌آرایی یک بیت از شعر، گاهی «رد العجز علی (الی) الصدر» (بازآوردِ بن در سر) و گاهی «رد الصدر الی (علی) العجز» نامیده شده است.
منشأ این اختلاف‌نظر به شمس قیس رازی در کتاب «المعجم» نسبت داده می‌شود. برخی بلاغیون از او پیروی کرده و دسته‌ای دیگر نظر او را نقد کرده‌اند. اما بررسی استفاده از حروف جر «علی» و «الی» در این نام‌گذاری‌ها نشان می‌دهد که خاستگاه این اختلاف نه شمس قیس، بلکه بلاغت عربی و به‌طور خاص «سکاکی» است.
سابقه استفاده از «الی» و همچنین مفهوم «رد الصدر» به جای «رد العجز» پیش از شمس قیس رازی وجود داشته و «سکاکی» اولین کسی است که «الی» را به جای «علی» به کار برده است. همچنین، هر دو اصطلاح «رد العجز علی (الی) الصدر» و «رد الصدر الی (علی) العجز» با توجه به تعاریف و توضیحات کتاب‌های بلاغی، پذیرفتنی و قابل توجیه هستند.
تصدیر در برخی کتاب‌ها معادل «رد العجز علی الصدر» یا «تردید» نامیده شده است. حاتمی اولین کسی است که اصطلاح «التصدیر» را به کار برده است.
«بُن‌سَری» یا «سربنی» که میرجلال‌الدین کزازی برای رد الصدر علی العجز به کار برده است. همچنین «هم‌آغاز و پایانی» و «هم پاغازی» نیز از معادل‌های فارسی ذکر شده‌اند.